# Opus Nocturne
Opus Nocturne è il terzo album in studio del gruppo musicale svedese Marduk, pubblicato il 1º dicembre 1994 dalla Osmose Productions.
È il disco che li ha consacrati all'attenzione della scena black metal; molti fan della band lo considerano l'apice della loro carriera artistica. Il disco è stato poi ristampato nel 2006 dalla Blooddawn Productions. La nuova versione ha l'audio rimasterizzato, una nuova copertina e conta l'aggiunta di nuove tracce bonus. È stato inserito in 7ª posizione nella lista Migliori album Black Metal secondo Decibel.

## Tracce
1. Intro / The Appearance of Spirits of Darkness - 0:33
2. Sulphur Souls - 5:41
3. From Subterranean Throne Profound - 7:47
4. Autumnal Reaper - 3:31
5. Materialized in Stone - 5:10
6. Untrodden Paths (Wolves Part II) - 5:27
7. Opus Nocturne - 2:33
8. Deme Quaden Thyrane - 5:06
9. The Sun Has Failed - 7:22
10. Sulphur Souls (Versione Demo)*
11. Materialized in Stone (Versione Demo)*
12. Opus Nocturne (Versione Demo)*
13. Autumnal Reaper (Versione Demo)*

* bonus tracks della versione Blooddawn Productions

## Formazione
- Joakim Af Gravf - voce
- Morgan Steinmeyer Håkansson - chitarra
- B. War - basso
- Fredrik Andersson - batteria